# Sandvika
Sandvika – administracyjne centrum gminy Bærum, leży w okręgu Akershus w Norwegii. 4 czerwca w 2003 roku, decyzją Rady Miejskiej w Bærum została ogłoszona miastem.
Sandvika znajduje się około 15 kilometrów na zachód od stolicy kraju, Oslo. Leży na dnie Vestfjordu w południowo-zachodniej części Bærum. Od końca lat osiemdziesiątych przeszła poważne zmiany infrastrukturalne i radykalnie się rozwinęła, jest największym centrum administracyjnym i handlowym gminy. W mieście znajduje się między innymi Sandvika Storsenter, czyli jedno z największych centrów handlowych w Skandynawii.
Sandvika jest najbardziej zaludnionym miastem w gminie. Dane z 2018 roku mówią, że w gminie Bærum żyje 126 583 mieszkańców.

## Komunikacja
Przez Sandvikę przebiega autostrada E18. W Sandvice rozpoczyna się również droga E16, która prowadzi do Bergen. Miasto jest ważnym punktem na kolejowej mapie Norwegii. To tu, na stacji kolejowej zatrzymuje się Drammenbanen (z Drammen do Oslo), Askerbanen (z Asker do Sandviki) oraz Kolej aglomeracyjna w Oslo.

## Kultura
W mieście znajduje się duże, mające 8 sal kino, a obok niego znajduje się Bærum Kulturhus, czyli miejski dom kultury, w którym odbywają się spektakle taneczne, teatralne oraz koncerty. W pobliżu teatru jest scena klubowa, na której co tydzień odbywają się koncerty. Od początku XXI wieku Sandvika odgrywa ważną rolę w norweskiej muzyce współczesnej. 